# Bunuri mobile din domeniul arheologie clasate în patrimoniul cultural național al României aflate în județul Vrancea
Acestă listă conține bunurile mobile din domeniul arheologie clasate în Patrimoniul cultural național al României aflate la momentul clasării în județul Vrancea.

## Tezaur
| Foto | Informații generale | Detalii tehnice | Descriere | Deținător                     | Legături |
| ---- | ------------------- | --- | --- | ----------------------------- | -------- |
|      | Vas de provizii     | Datare: secolul IV/V Material: ceramică; lucrat la roată | Vas de provizii din pastă „ciment”, la roată; buza orizontală, fund inelar; decor pe umăr și pe buză din benzi de incizii drepte și în val. Crăpat la partea superioară. | Colecții particulare, Vrancea | Cimec    |
|      | Inel                | Datare: Sec. XXII - XVIII a. Chr. Descoperit: jud. Vrancea, com. Dumbrăveni, Cândești, Vatra satului Material: aur; turnare; cizelare                                              | Inel de buclă dintr-o spirală, lucrat din bară de aur, romboidală în secțiune, cu capatele îngroșate și îndoite spre interior. | Muzeul Vrancei, Focșani       | Cimec    |
|      | Askos               | Datare: Sec. XXX - XXII a.Chr. Descoperit: jud. Vrancea, com. Dumbrăveni, Cândești, Coasta Nacului (Cetățuia) Material: pastă de lut; modelare cu mâna; incizare; ardere în cuptor | Vasul este modelat din pastă de lut de bună calitate, de culoare cenușie, la exterior slip. Forma: askos, cu corpul bombat în partea inferioară și tronconic în partea superioară, gâtul înalt, gura largă, buza în formă de cioc de rață. Sub buza vasului este o toartă bandată, fundul este plat. Vasul este decorat pe tot corpul, în patru registre, prin incizie cu benzi de linii frânte separate de linii orizontale. | Muzeul Vrancei, Focșani       | Cimec    |
|      | Vas cu doua toarte  | Datare: Sec. XXX - XXII a.Chr. Descoperit: jud. Vrancea, com. Dumbrăveni, Cândești, Coasta Nacului (Cetățuia) Material: pastă de lut; modelare cu mâna; incizare; ardere în cuptor | Vas-ceașcă, cu două toarte supraînălțate, din pastă fină, de culoare brun-negricioasă, cu slip. Între umăr și buza vasului sunt două toarte bandate, mult înălțate peste gura vasului, cu șaua și pragul foarte bine delimitate. Decorul specific, altcătuit din cercuri concentrice incizate, dispuse pe corpul vasului și separate de câte două linii incizate, oblice, până la fundul vasului. Gâtul este delimitat de corp printr-o linie orizontală, în relief, cu două mici proeminențe. De la limita toartelor pornesc două linii incizate, orizontale, paralele cu linia de separație. Fundul vasului este este de tip "umbo". | Muzeul Vrancei, Focșani       | Cimec    |
|      | Fibulă dacică       | Datare: Sec. I a.Chr. - sec. I d.Chr. Descoperit: jud. Vrancea, com. Dumbrăveni, Cândești, Coasta Banului Material: argint; turnare în tipar; cizelare                             | Fibulă cu motiv zoomorf, reprezentând capul și gâtul unui canid, probabil lup; două cavități în locul ochilor, probabil pentru fixarea unor pietre prețioase. Coama este redată prin hașuri incizate. Resort bilateral din nouă spire, cu coardă exterioară și cârlig de fixare, portagrafa în formă de cadru. | Muzeul Vrancei, Focșani       | Cimec    |
|      | Inel                | Datare: Sec. XXII - XVIII a. Chr. Descoperit: jud. Vrancea, com. Dumbrăveni, Cândești, Vatra satului Material: aur; turnare; cizelare                                              | Inel de buclă din placă de aur, torsionat în trei spire, cu nervură mediană și capetele triunghiulare. | Muzeul Vrancei, Focșani       | Cimec    |
|      | Inel                | Datare: Sec. XXII - XVIII a. Chr. Descoperit: jud. Vrancea, com. Dumbrăveni, Cândești, Vatra satului Material: aur; turnare; cizelare                                              | Inel de buclă lucrat din bară de aur, cu secțiunea plan-convexă, cu capetele lățite și îndoite unul lângă altul. | Muzeul Vrancei, Focșani       | Cimec    |